# Francesc Domènec Roselló Roca
Francesc Domènec Roselló Roca (Fornells, 7 d'octubre de 1945) és un exfutbolista menorquí de les dècades de 1960 i 1970.

## Trajectòria
Fou un davanter menorquí que amb 17 anys debutà al primer equip de la Unió Esportiva Maó. El FC Barcelona es fixà en ell i l'incorporà al club, però no arribà a disputar partits oficials de lliga amb l'entitat, però si alguns de rellevants i oficials, com la final del Trofeu Mohamed V a Casablanca (31/08/1969), contra el Bayern de Múnic, on el Barça s'endugué el trofeu. Fou cedit a l'Atlètic Catalunya, i al CD Comtal, els equips filials, i a continuació al RCD Espanyol la temporada 1969-1970, dins del traspàs pel Barça de Marcial Pina. Jugà 15 partits a Segona Divisió i assolí l'ascens a Primera. La temporada següent fou cedit al Rayo Vallecano, també a Segona. Els 35 partits i 12 gols marcats en aquest club van fer que el Reial Betis el fitxés, disputant amb el club andalús dues temporades a primera divisió. La darrera, l'equip va perdre la categoria i Roselló abandonà el club per ingressar al CE Sabadell, on jugà les seves darreres temporades, amb 57 partits més a Primera divisió i a Segona.
Actualment forma part de l'Agrupació d'ex Jugadors del F.C. Barcelona i un dels referents Menorquins del Futbol històric.